# Гамма Эридана
Гамма Эридана (γ Eri, γ Eridani) — звезда в созвездии Эридана. Видимая звёздная величина +2.95 (видна невооружённым глазом). У звезды есть традиционное название Заурак (Zaurak), что значит «лодка». Находится на расстоянии около 203 световых лет от Солнца.

## Характеристики
Заурак — красный гигант спектрального класса M, температура поверхности составляет около 3400 кельвинов. Светимость звезды почти в 220 раз превышает солнечную светимость, радиус в 42,7 раза больше радиуса Солнца. Заурак удаляется от Земли со скоростью 60 км/с.

## Факты
В честь этой звезды назван корабль ВМС США — USS Zaurak (AK-117).